# Guilherme Ludwig
Guilherme Ludwig (Ivoti, 1878 — 1954) foi um industrial e político brasileiro.
Mudou-se para Novo Hamburgo em 1894, tendo seu primeiro emprego como aprendiz de curtidor e seleiro no curtume Libório Müller. Depois de quatro anos abriu seu próprio curtume, o Curtume Ludwig, que trabalhava com couros de porco e rês. Junto ao curtume funcionavam também uma selaria e tamancaria. Dada a boa aceitação de seus produtos, conseguiu modernizar a fábrica, adquirindo máquinas modernas de cortar e lustrar couro.
Também se dedicou à plantação de eucaliptos, em lotes de sua propriedade em Hamburgo Velho, vendendo a madeira para a usina elétrica.
Participava ativamente da vida política e social da cidade, integrando-se em todos os projetos relevantes locais, entre eles o movimento emancipacionista que, desde o início dos anos 20, vinha se delineando. A Liga Pró Villamento, formada em 1926, foi recebida pelo governador do Estado e, em 1927, o município foi emancipado de São Leopoldo. Ludwig foi eleito para o cargo de vice-intendente, sendo Leopoldo Petry o primeiro intendente.

## Fonte de referência
- SCHEMES, Claudia. Pedro Adams Filho: Empreendedorismo, indústria calçadista e emancipação de Novo Hamburgo. Tese. PUCRS. Porto Alegre, 2006.